# 아노정
아노정(安濃町)은 미에현 아게군에 설치되었던 정이다. 2006년 1월 1일에 구 쓰시를 포함한 10시정촌과 합병해 쓰시가 되어 폐지하였다. 메이지 시대까지, 마직물인 쓰즈미코가 생산되고 있었던 것으로 알려져 있다.

## 역사
- 1955년 1월 15일 - 구사와촌, 스구리촌, 미노우촌, 아노촌 (제1차), 아게아이촌이 합병해 교와촌이 성립하였다.
- 1955년 2월 11일 - 교와촌이 아노촌 (제2차)으로 다시 개칭되었다.
- 1956년 9월 30일 - 아게군으로 변경되었다.
- 1977년 1월 15일 - 아노촌이 정으로 승격해 아노정이 되었다.
- 2006년 1월 1일 - 쓰시, 히사이시, 아게군, 가와게정, 미사토촌, 게이노정, 이치시군, 가라스정, 이치시정, 하쿠산정, 미스기촌과 합병해 새로운 쓰시가 성립하였다. 동일 아노정은 폐지되었다.

## 교통

### 도로
- 이세 자동차도(일본어판)